# Alan Bush
Alan Dudley Bush (London, 1900. december 22. – Watford, 1995. október 31.) brit zeneszerző, zongorista, karmester, tanár és politikai aktivista. Kommunista meggyőződése zenéjében is kifejeződött. Több műfajban is magas minőségben alkotott, de a brit zenei élet nem ismerte el munkásságát.
Bush virágzó középosztálybeli családból származott, a Royal Academy of Music (RAM) tanulójaként szép sikereket aratott az 1920-as évek elején, az évtized hátralevő részében pedig kiemelkedő zongoristák és zeneszerzők mellett fejleszthette képességeit. 1929 és 1931 között Berlinben élt, az NSDAP felemelkedésének látványa kristályosította ki politikai nézeteit: a brit politika fősodrában elhelyezkedő Munkáspárt helyett 1935-ben lépett be a kommunista pártba. Az 1930-as években több nagyszabású művet írt, munkáskórusoknak is írt előadásokat, kórusműveket és dalokat. Mivel a Szovjetunió mellett foglalt állást, a második világháború első éveiben a BBC nem volt hajlandó játszani zenéit. Meggyőződése a hidegháború alatt sem változott, így továbbra is tiltólistán szerepelt. Ennek eredményeként az általa írt négy operát az NDK-ban mutatták be.
Háború előtti műveiben megtartotta „angolos” stílusát, de az európai avantgárd művészet is befolyásolta. A háború alatt és után egyszerűsítette stílusát, összhangban a marxista gondolattal, mely szerint a zenének könnyen hozzáférhetőnek kell lennie a széles tömegek számára. Minden nehézség ellenére nyolcvanas éveiig írta zenéit. Több, mint 50 évig volt a RAM tanára, két könyvet is kiadott, a Munkások Zenei Szövetsége alapítója és hosszú ideig elnöke volt, illetve a Zeneszerzők Szövetségében is vezető pozíciókat töltött be. A zenei élethez való hosszájárulását lassan felismerték: két egyetemtől is doktori címet kapott, több koncertet is rendeztek tiszteletére. 94 éves korában bekövetkezett halála óta örökségét az Alan Bush Music Trust ápolja.

## Élete és munkássága

### Családja és gyermekkora
Bush a dél-londoni Dulwichben született 1900. december 22-én, Alfred Walter Bush és Alice Maud (Brinsley) harmadik fiaként. A Bush család jól menő középosztálybeli család volt, vagyonát az Alan dédnagyapja, W. J. Bush által alapított ipari vegyi anyagokat gyártó vállalatból szerezte. Gyermekként Alan egészsége ingatag volt, kezdetben otthon tanult, 11 éves korában íratták a Highgate Schoolba, 1918-ig járt ide. Mindkét bátyja részt vett az első világháborúban: egyikük, Alfred 1917-ben a nyugati fronton vesztette életét. A háború 1918 novemberi véget érése azt jelentette, hogy Alan éppen hogy megúszta a besorozást. A zenei karrierre készülő fiatal 1918 tavaszán kezdte tanulmányait a Királyi Zeneakadémián (RAM).

### Tanulmányai

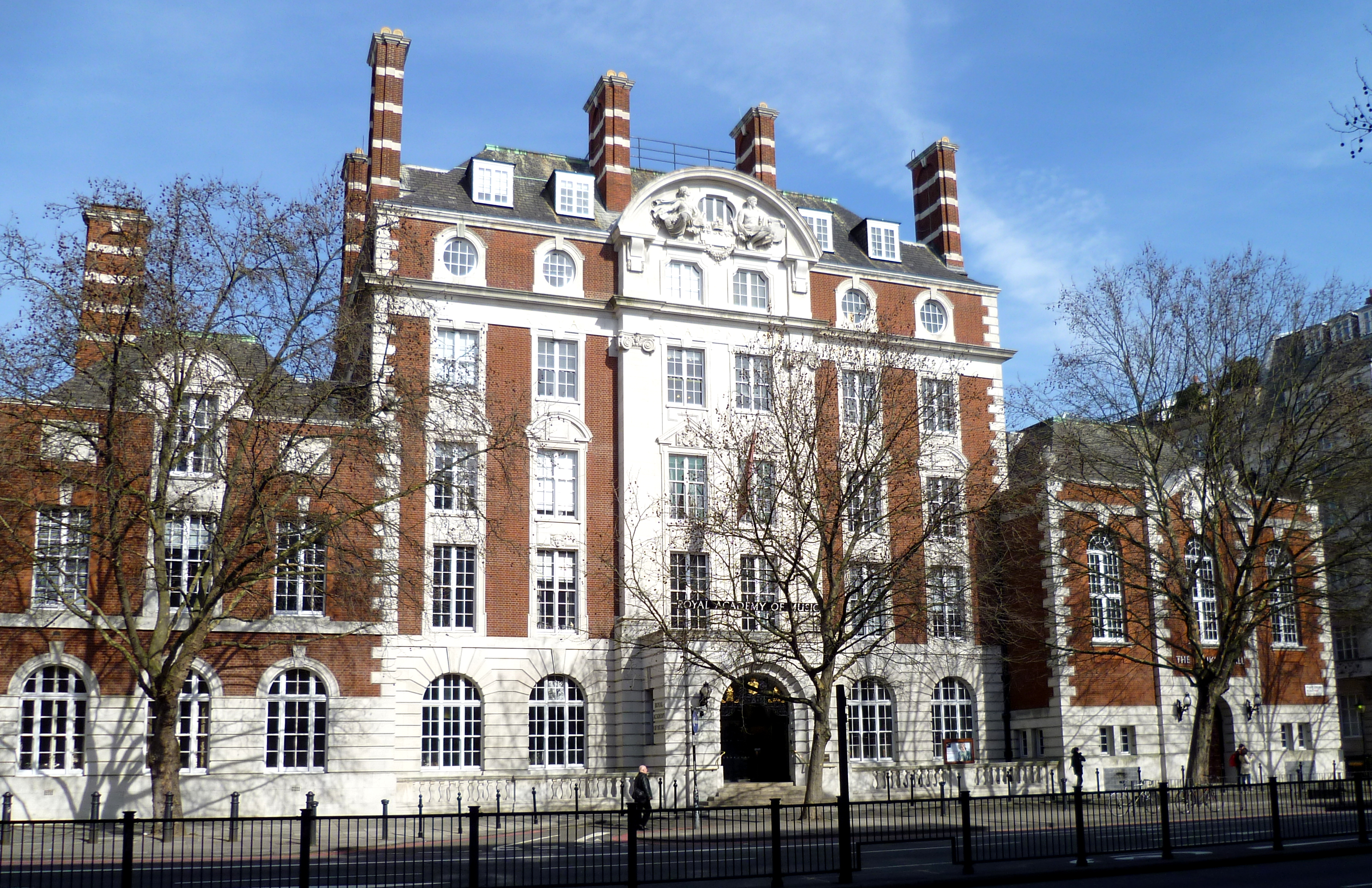
Az akadémia épülete

Az akadémián Bush a zeneszerzés művészetét Frederick Cordertől, a zongorát Tobias Matthaytől tanulta. Gyorsan fejlődött, több ösztöndíjat is elnyert: ilyen volt a Thalberg-ösztöndíj, a Phillimore zongorista-ösztöndíj és a Carneige zeneszerző-ösztöndíj. Első hivatalos darabjai a Three Pieces for Two Pianos, Op. 1, és a Piano Sonata in B minor, Op. 2 voltak. Első próbálkozása operaírásra a Pompei utolsó napjai című Bulwer Lytton-regény egyik jelenetéből készült, tartalmazta bátyja, Brinsley librettóját is. A mű, Alannel a zongoránál nem került nyilvánosan előadásra, mindössze családtagoknak és barátoknak adták elő. A kéziratot később megsemmisítette.
Az akadémián töltött évek alatt Bush összebarátkozott diáktársával, Michael Headdel, 1921-ben megismerte 14 éves húgát, Nancyt is. Tíz évvel első találkozásuk után összeházasodtak, a hölgy élete végéig Bush fő liberettistája maradt, több más énekművének is ő írta szövegét.
Bush 1922-ben végzett az akadémián, de továbbra is órákat vett John Irelandtől: a zeneszerzővel tartós barátságot kötött. 1925-ben a RAM tanárának nevezték ki a harmónia és kompozíció területén, ezt össze tudta egyeztetni tanulmányaival és utazásaival is. Benno Moiseiwitsch zongoristól tanulta meg a  Leschetizky-módszert.

## Fordítás
- Ez a szócikk részben vagy egészben  az   Alan Bush című angol Wikipédia-szócikk ezen változatának fordításán alapul.  Az eredeti cikk szerkesztőit annak laptörténete sorolja fel. Ez a jelzés csupán a megfogalmazás eredetét és a szerzői jogokat jelzi, nem szolgál a cikkben szereplő információk forrásmegjelöléseként.